# محمد سالم المال
محمد سالم المال (انگلیسی: Mohammed Salem Al-Mal؛ زادهٔ ۱۴ ژوئیهٔ ۱۹۸۵) یک ورزشکار است.